# 第五航空戰隊 (日本海軍)
第五航空戰隊為日本帝國海軍以翔鶴級航空母艦為核心所編組的航空母艦部隊，也是1941年日美開戰前最後一支組成的航空戰隊。

## 組織簡介
在日本帝國海軍決定退出海軍限武條約，步入無條約時代後，造艦計畫便如雪片般發給各造船廠，希望能減少與美國太平洋艦隊實力的差距。
第五航空戰隊便是在這個大規模擴軍風潮下成立的新單位，戰隊納編了1941年服役的2艘翔鶴級航空母艦、以及4艘驅逐艦。在最後一場參戰戰役時，五航戰是搭配第二七驅逐隊（時雨、白露、有明、夕暮）；但是在這之前，大鷹號航空母艦、其它驅逐隊轉調的朧、漣、秋雲等都曾短暫編入五航戰序列。該部隊第一場大規模實戰便是偷襲珍珠港，隨後在1942五航戰參與多場海戰；但是在中途島海戰賠上第一、第二航空戰隊後，為補充耗損，翔鶴級編入第三艦隊所轄之第一航空戰隊，部隊則在1942年7月解編。

## 歷代司令官
- 原忠一少將(昭和16年9月1日 - 昭和17年7月14日)

## 戰鬥能力評估
關於航空隊戰鬥能力，和同樣的由第1航空艦隊轄下編制成的第1航空戰隊赤城號航空母艦・加賀號航空母艦、第2航空戰隊飛龍號航空母艦・蒼龍號航空母艦之飛行戰鬥能力是無法相比的。因為一航戰和二航戰比五航戰更早成立，他們的訓練程度和實戰經驗比五航戰更豐富。
珊瑚海戰役中，戰鬥飛機大量損失，因此造成後續的飛行員戰鬥能力一時無法提升。

## 關連項目
- 艦隊
- 聯合艦隊
- 海軍航空部隊
- 大日本帝國海軍航空隊列表

## 外部連結
- 日本陸海軍事典